# Ortsbeauftragter (Gemeinde)
Der Ortsbeauftragte ist der Vertreter eines nicht selbständigen Ortes gegenüber der zuständigen Gemeinde.
Er hat, wie ein Ortsvorsteher, Hilfsfunktionen für die Gemeindeverwaltung zu erfüllen und steht den Bürgern als Ansprechpartner zur Verfügung. Er wird vom Rat der Gemeinde bestimmt. Dabei folgt dieser in der Regel dem Vorschlag derjenigen Fraktion im Gemeinderat, die im betreffenden Ortsteil bei der Wahl der Ratsfrauen und Ratsherren die meisten Stimmen erlangt hat. 